# Progreso, Sonora
Progreso är en ort i Mexiko.   Den ligger i kommunen Cajeme och delstaten Sonora, i den västra delen av landet, 1 400 km nordväst om huvudstaden Mexico City. Progreso ligger 16 meter över havet och antalet invånare är 1 170.
Terrängen runt Progreso är mycket platt. Runt Progreso är det ganska tätbefolkat, med 56 invånare per kvadratkilometer. Närmaste större samhälle är Pueblo Yaqui, 6,1 km öster om Progreso. Trakten runt Progreso består till största delen av jordbruksmark.